# Kosovo la Jocurile Olimpice de vară din 2016
Kosovo a participat la Jocurile Olimpice de vară din 2016 de la Rio de Janeiro în perioada 5 – 21 august 2016, cu o delegație de opt sportivi, care a concurat în șase sporturi. A fost prima sa participare la Jocurile Olimpice după ce a fost admis la Comitetul Olimpic Internațional în 2014. Cu o medalie de aur, Kosovo s-a aflat pe locul 54 în clasamentul final.

## Participanți
Delegația kosovară a cuprins opt sportivi: trei bărbați și cinci femei. Cel mai tânăr atlet din delegația a fost alergătoarea Vijona Kryeziu (19 de ani), cel mai vechi a fost trăgătoarea de tir Urata Rama (29 de ani).
| Sport    | Masculin | Feminin | Total |
| -------- | -------- | ------- | ----- |
| Atletism | 1        | 1       | 2     |
| Ciclism  | 1        | 0       | 1     |
| Judo     | 0        | 2       | 2     |
| Natație  | 1        | 1       | 2     |
| Tir      | 0        | 1       | 1     |
| Total    | 3        | 5       | 8     |

## Medaliați
| Medalie | Nume              | Sport | Probă         | Dată     |
| ------- | ----------------- | ----- | ------------- | -------- |
| Aur     | Majlinda Kelmendi | Judo  | 52 kg feminin | 7 august |

## Natație
| Sportiv     | Probă       | Calificări | Calificări | Semifinale   | Semifinale   | Finală       | Finală       |
| Sportiv     | Probă       | Timp       | Loc        | Timp         | Loc          | Timp         | Loc          |
| ----------- | ----------- | ---------- | ---------- | ------------ | ------------ | ------------ | ------------ |
| Rita Zeqiri | 100 m spate | 1:12,31    | 34         | Nu a avansat | Nu a avansat | Nu a avansat | Nu a avansat |